# Bahamas nos Jogos Olímpicos de Verão de 1996
As Bahamas participaram dos Jogos Olímpicos de Verão de 1996 em Atlanta, Estados Unidos. A delegação foi composta por 26 desportistas.

## Medalhas
| Atleta                                                                                              | Esporte   | Evento                       | Medalha |
| --------------------------------------------------------------------------------------------------- | --------- | ---------------------------- | ------- |
| Pauline Davis-Thompson Debbie Ferguson-McKenzie Sevatheda Fynes Chandra Sturrup Eldece Clarke-Lewis | Atletismo | Revezamento 4x100 m feminino | Prata   |

## Desempenho

### Atletismo
Masculino
| Atleta                                                              | Evento              | Eliminatórias | Eliminatórias | Quartas-de-final | Quartas-de-final | Semifinais  | Semifinais  | Final       | Final       |
| Atleta                                                              | Evento              | Res.          | Pos.          | Res.             | Pos.             | Res.        | Pos.        | Res.        | Pos.        |
| ------------------------------------------------------------------- | ------------------- | ------------- | ------------- | ---------------- | ---------------- | ----------- | ----------- | ----------- | ----------- |
| Renward Wells                                                       | 100 m               | 10.48         | 4º/bat. 1     | Não avançou      | Não avançou      | Não avançou | Não avançou | Não avançou | Não avançou |
| Troy McIntosh                                                       | 400 m               | 46.42         | 4º/bat. 4     | Não avançou      | Não avançou      | Não avançou | Não avançou | Não avançou | Não avançou |
| Carl Oliver                                                         | 400 m               | 47.41         | 6º/bat. 8     | Não avançou      | Não avançou      | Não avançou | Não avançou | Não avançou | Não avançou |
| Renward Wells Dwight Ferguson Iram Lewis Andrew Tynes Joe Styles    | Revezamento 4x100 m | 39.38         | 3º/bat. 3     |                  |                  | DSQ         | DSQ         | Não avançou | Não avançou |
| Carl Oliver Troy McIntosh Dennis Darling Tim Munnings Theron Cooper | Revezamento 4x400 m | 3:04.09       | 2º/bat. 5     |                  |                  | 3:02.17     | 4º/bat. 2   | 3:02.71     | 7º          |
| Troy Kemp                                                           | Salto em altura     | 2,28 m        | =6º           |                  |                  |             |             | 2,25 m      | 13º         |
| Ian Thompson                                                        | Salto em altura     | 2,26 m        | 20º           |                  |                  |             |             | Não avançou | Não avançou |
| Frank Rutherford                                                    | Salto triplo        | 16,73 m       | 12º           |                  |                  |             |             | 16,38 m     | 11º         |

Feminino
| Atleta                                                                                              | Evento              | Eliminatórias | Eliminatórias | Quartas-de-final | Quartas-de-final | Semifinais  | Semifinais  | Final       | Final            |
| Atleta                                                                                              | Evento              | Res.          | Pos.          | Res.             | Pos.             | Res.        | Pos.        | Res.        | Pos.             |
| --------------------------------------------------------------------------------------------------- | ------------------- | ------------- | ------------- | ---------------- | ---------------- | ----------- | ----------- | ----------- | ---------------- |
| Chandra Sturrup                                                                                     | 100 m               | 11.24         | 1º/bat. 1     | 11.21            | 2º/bat. 3        | 11.07       | 4º/bat. 2   | 11.00       | 4º               |
| Debbie Ferguson-McKenzie                                                                            | 100 m               | 11.33         | 4º/bat. 7     | 11.26            | 3º/bat. 2        | 11.28       | 7º/bat. 1   | Não avançou | Não avançou      |
| Eldece Clarke-Lewis                                                                                 | 100 m               | 11.33         | 4º/bat. 4     | 11.47            | 5º/bat. 4        | Não avançou | Não avançou | Não avançou | Não avançou      |
| Chandra Sturrup                                                                                     | 200 m               | 22.63         | 2º/bat. 5     | 22.81            | 2º/bat. 1        | 22.54       | 3º/bat. 2   | 22.54       | 6º               |
| Sevatheda Fynes                                                                                     | 200 m               | 23.39         | 6º/bat. 6     | 23.26            | 6º/bat. 2        | Não avançou | Não avançou | Não avançou | Não avançou      |
| Pauline Davis-Thompson                                                                              | 400 m               | 51.00         | 1º/bat. 1     | 51.08            | 2º/bat. 2        | 49.85       | 3º/bat. 2   | 49.28       | 4º               |
| Chandra Sturrup Sevatheda Fynes Pauline Davis-Thompson Debbie Ferguson-McKenzie Eldece Clarke-Lewis | Revezamento 4x100 m | 43.14         | 2º/bat. 1     |                  |                  |             |             | 42.14       | Medalha de prata |
| Jackie Edwards                                                                                      | Salto em distância  | 6,55 m        | 14º           |                  |                  |             |             | Não avançou | Não avançou      |
| Laverne Eve                                                                                         | Lançamento de dardo | 58,48 m       | 17º           |                  |                  |             |             | Não avançou | Não avançou      |

### Natação
Masculino
| Atleta       | Evento     | Eliminatórias | Eliminatórias | Final         | Final      |
| Atleta       | Evento     | Res.          | Pos.          | Res.          | Pos.       |
| ------------ | ---------- | ------------- | ------------- | ------------- | ---------- |
| Allan Murray | 50 m livre | 22.75         | 3º/bat. 9     | Final B 22.92 | =4º (=12º) |

### Tênis
Masculino
| Atleta                   | Evento  | Primeira fase          | Segunda fase                 | Oitavas-de-final                     | Quartas-de-final       | Semifinais             | Final                  | Final |
| Atleta                   | Evento  | Adversário e resultado | Adversário e resultado       | Adversário e resultado               | Adversário e resultado | Adversário e resultado | Adversário e resultado | Pos.  |
| ------------------------ | ------- | ---------------------- | ---------------------------- | ------------------------------------ | ---------------------- | ---------------------- | ---------------------- | ----- |
| Mark Knowles             | Simples | DEN K. Carlsen D 0–2   | Não avançou                  | Não avançou                          | Não avançou            | Não avançou            | Não avançou            | =33º  |
| Mark Knowles Roger Smith | Duplas  |                        | POR E. Couto – B. Mota V 2–0 | CRO S. Hiršzon – G. Ivanišević D 0–2 | Não avançou            | Não avançou            | Não avançou            | =9º   |

### Vela
| Atleta                         | Prova | Regata | Regata | Regata | Regata | Regata | Regata | Regata | Regata | Regata | Regata | Regata | Pts. | Pos. |
| Atleta                         | Prova | 1      | 2      | 3      | 4      | 5      | 6      | 7      | 8      | 9      | 10     | 11     | Pts. | Pos. |
| ------------------------------ | ----- | ------ | ------ | ------ | ------ | ------ | ------ | ------ | ------ | ------ | ------ | ------ | ---- | ---- |
| Robert Dunkley                 | Laser | 48     | 41     | 46     | 41     | 45     | 46     | 43     | 43     | 41     | 42     | 37     | 379  | 47º  |
| Mark Holowesko Myles Pritchard | Star  | 20     | 11     | 15     | 20     | 21     | 18     | 12     | 23     | 20     | 12     | CAN    | 128  | 19º  |

Legenda
| Recorde mundial      | Recorde mundial (World record)               |                       | Recorde africano                      | Recorde africano (African) |                                           | Q | Classificado por posição (Qualified) |
| Recorde olímpico     | Recorde olímpico (Olympic record)            | Recorde da América    | Recorde da América (Americas)         | q                          | Classificado por melhor tempo (Qualified) |   |                                      |
| Melhor marca do ano  | Melhor marca do ano (World leading)          | Recorde asiático      | Recorde asiático (Asian)              | DNS                        | Não largou (Did not start)                |   |                                      |
| Recorde nacional     | Recorde nacional (National record)           | Recorde europeu       | Recorde europeu (European)            | DNF                        | Não terminou (Did not finish)             |   |                                      |
| Recorde pessoal      | Recorde pessoal do atleta (Personal best)    | Recorde da Oceania    | Recorde da Oceania (Oceania)          | DSQ / DQ                   | Desclassificado (Disqualified)            |   |                                      |
| Recorde da temporada | Recorde da temporada do atleta (Season best) | Recorde sul-americano | Recorde sul-americano (South America) | NM                         | Sem marca (No mark)                       |   |                                      |